# Siloam
Siloam és una població a l'estat de Geòrgia (Estats Units). Segons el cens del 2000 tenia 331 habitants.

## Demografia
Segons el cens del 2000 Siloam tenia 331 habitants, 121 habitatges, i 78 famílies. La densitat de població era de 103,9 habitants/km².
Dels 121 habitatges en un 25,6% hi vivien nens de menys de 18 anys, en un 28,1% hi vivien parelles casades, en un 29,8% dones solteres, i en un 35,5% no eren unitats familiars. En el 28,9% dels habitatges hi vivien persones soles el 17,4% de les quals corresponia a persones de 65 anys o més que vivien soles. El nombre mitjà de persones vivint en cada habitatge era de 2,74 i el nombre mitjà de persones que vivien en cada família era de 3,38.
Per edats la població es repartia de la següent manera: un 27,2% tenia menys de 18 anys, un 11,2% entre 18 i 24, un 22,1% entre 25 i 44, un 23,6% de 45 a 60 i un 16% 65 anys o més.
L'edat mediana era de 38 anys. Per cada 100 dones de 18 o més anys hi havia 79,9 homes.
La renda mediana per habitatge era de 23.125 $ i la renda mediana per família de 24.792 $. Els homes tenien una renda mediana de 21.250 $ mentre que les dones 19.821 $. La renda per capita de la població era de 14.469 $. Entorn del 15,9% de les famílies i el 31,1% de la població estaven per davall del llindar de pobresa.

## Poblacions més properes
El següent diagrama mostra les poblacions més properes.